# Вайнонна Джадд
Вайнонна Джадд (англ. Wynonna Judd, наст. имя Кристина Клэр Симинелла, чаще просто известная как Вайнонна; 30 мая 1964) — американская кантри-певица и актриса

.

## Биография и карьера
Её младшая сестра Эшли Джадд является актрисой.
Вайнонна Джадд получила известность в восьмидесятые благодаря выступлениям со своей матерью Наоми в дуэте «Джадд», записи которых были проданы тиражом более двадцати миллионов экземпляров в США, а их синглы четырнадцать раз возглавляли чарт Hot Country Songs. Дуэт выиграл более шестидесяти наград, включая пять премий «Грэмми».
В 1991 году, после распада дуэта, Джадд, используя просто имя Вайнонна, начала сольную карьеру. Её дебютный сольный альбом Wynonna был выпущен в 1992 году и был сертифицирован пятикратно платиновым в США, а четыре сингла с него возглавили кантри-чарт Billboard. Последующие её альбомы сертифицировались платиновыми, но имели меньший успех и к середине двухтысячных Вайнонна Джадд практически прекратила выпускать новые альбомы, но выпустила несколько сборников, концертный и рождественский альбомы, а также написала мемуары о своей жизни.
В 2005 году Вайнонна Джадд, певец и композитор Майкл Макдональд и обладатель четырёх номинаций Грэмми Эрик Бенет приняли участие в записи сингла Heart of America,  ставшего гимном кампании «Make a Difference» (рус. «Измени ситуацию») в поддержку пострадавших от урагана Катрина.

## Личная жизнь
- Первый муж — Арч Келли (1996—1999, были вместе с 1993 года). Двое детей — сын Элайджа Келли (род. 23.12.1994) и дочь Грейс Полин Келли (род. 21.06.1996). В июне 2018 года их дочь, 22-летняя Грейс, была приговорена к восьми годам тюрьмы за нарушение испытательного срока после того, как признала себя виновной в производстве, хранении и распространение метамфетамина[3]. 8 ноября 2019 года Грейс была освобождена из тюрьмы по условно-досрочному освобождению[4].
- Второй муж — Д. Р. Роуч, её бывший телохранитель (2003—2007). 22 марта 2007 года Роуч был арестован за сексуальное насилие над ребёнком в возрасте до 13 лет; Джадд подала на развод пять дней спустя.
- Третий муж — Кактус Моузер (женаты с 10 июня 2012 года). 18 августа 2012 года Моузер получил серьёзные травмы в результате аварии на мотоцикле в Южной Дакоте, в результате чего его левая нога была ампутирована выше колена.

## Студийные альбомы
- 1992: Wynonna
- 1993: Tell Me Why
- 1996: Revelations
- 1997: The Other Side
- 2000: New Day Dawning
- 2003: What the World Needs Now is Love
- 2009: Sing: Chapter 1